# 梅尼勒欧布瓦
梅尼勒欧布瓦（法語：Ménil-aux-Bois，法語發音：[menil o bwa]）是法国默兹省的一个市镇，属于科梅尔西区。

## 地理
梅尼勒欧布瓦（48°48'19"N, 5°26'38"E）面积6.71 平方千米，位于法国大東部大區默兹省，该省份为法国西北部内陆省份，北与比利时接壤，西接马恩省和阿登省，南至上马恩省和孚日省，东临默尔特-摩泽尔省。
与梅尼勒欧布瓦接壤的市镇（或旧市镇、城区）包括：巴鲁瓦地区库尔塞勒、达贡维尔、桑皮尼附近格里莫库尔、艾尔河畔利涅尔、桑皮尼、库桑斯-莱特里孔维尔。

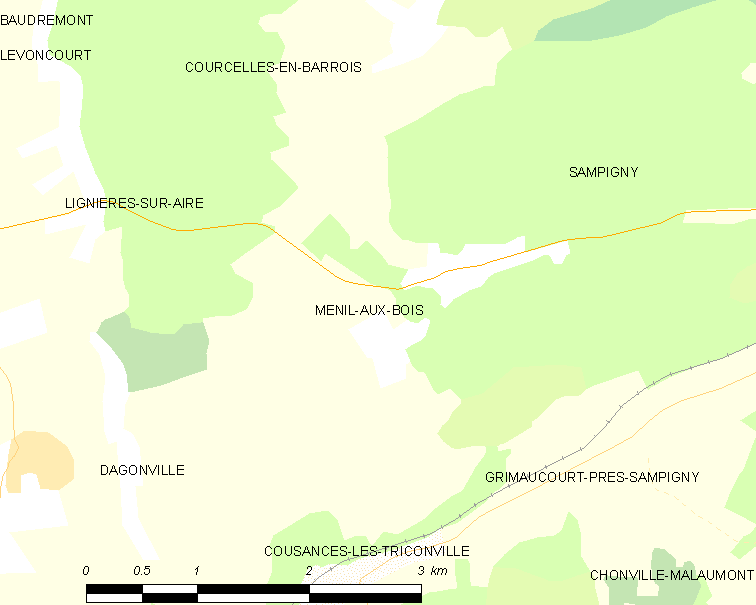
梅尼勒欧布瓦的OSM定位图

梅尼勒欧布瓦的时区为UTC+01:00、UTC+02:00（夏令时）。

## 行政
梅尼勒欧布瓦的邮政编码为55260，INSEE市镇编码为55333。

## 政治
梅尼勒欧布瓦所属的省级选区为默兹河畔迪约县。

## 人口

1962-2008年间梅尼勒欧布瓦人口变化图示

梅尼勒欧布瓦于2022年1月1日时的人口数量为47人。